# Корчовка (Каменец-Подольский район)
Корчовка (укр. Корчівка) — село в Каменец-Подольском районе Хмельницкой области Украины.
Население по переписи 2001 года составляло 64 человека. Почтовый индекс — 32351. Телефонный код — 3849. Занимает площадь 0,271 км².

## Местный совет
32352, Хмельницкая обл., Каменец-Подольский р-н, с. Абрикосовка, переул. Октябрьский, 1